# Gare d'Éséka
La gare d'Éséka est une gare ferroviaire camerounaise de la ligne Douala-Yaoundé. Elle est  située dans la ville d'Éséka.
C'est une gare pour le fret et les voyageurs.

## Situation ferroviaire
La gare d'Éséka est la troisième gare en importance sur la ligne de Douala à Yaoundé.

Lignes ferroviaires du Cameroun, novembre 2013.

## Histoire
La gare d'Éséka est construite avant la Première Guerre mondiale. Sous colonisation allemande, elle est le terminus à l'est de la ligne qui part de Douala. Sous la colonisation française, la ligne de chemin de fer est prolongée au départ d'Éséka jusqu'à Yaoundé avec une ligne vers Mbalmayo.

### Accident ferroviaire du 21 octobre 2016
Le 21 octobre 2016, un accident ferroviaire s'est produit à proximité de la gare d'Éséka : le train no 152, devant relier la gare de Yaoundé à la gare de Bessengué à Douala, a déraillé. Au moins 55 personnes ont succombé dans l'accident et plus de 600 ont été blessées.

## Service des voyageurs

### Accueil
Gare voyageurs, elle dispose d'un bâtiment avec un guichet et un hall. Une galerie marchande propose des souvenirs touristiques.

### Desserte
Éséka est desservie par des trains Camrail.

### Intermodalité
Un parking pour les véhicules y est aménagé.

## Service des marchandises
Elle est desservie par des trains de marchandises. Elle dispose de terminaux fret avec ou sans couvertures et d'un parking pour les camions et le transport lourd. Une zone industrielle est située à proximité.

## Atelier
Un atelier de maintenance est présent sur le site de la gare.

## Littérature
La gare d'Éséka est mentionnée dans plusieurs œuvres littéraires, telles que Mâ de Gaston-Paul Effa (1998) ou Les Maquisards de Hemley Boum (2015).